# Auke de Jong
Auke Fokkes de Jong (Akkrum, 11 juni 1933 − Utrecht, 11 oktober 2018) was een hoogleraar godsdienstwijsbegeerte aan de Universiteit van Amsterdam.

## Biografie
De Jong slaagde voor zijn doctoraalexamen theologie in 1961 en werd daarna doopsgezind predikant. Hij promoveerde op 18 november 1966 cum laude aan de Universiteit van Amsterdam op Een wijsbegeerte van het woord: een godsdienstwijsgerige studie over de taalbeschouwing van Martin Heidegger; zijn promotor was prof. dr. Johannes Arnoldus Oosterbaan (1910-1998). Bij het emeritaat van zijn promotor in 1977, redigeerde hij mede de bundel De geest in het geding. Opstellen aangeboden aan J.A. Oosterbaan ter gelegenheid van zijn afscheid als hoogleraar. Per 1 december 1980 werd hij zelf benoemd tot gewoon hoogleraar wijsbegeerte van de godsdienst en zedekunde te Amsterdam, als opvolger van zijn promotor; zijn oratie, Lossen en binden, sprak hij uit op 30 november 1981. Deze leerstoel werd traditiegetrouw door een doopsgezinde vervuld. Ten gevolge van een reorganisatie aan de universiteit werd per 1 januari 1992 deze leerstoel opgeheven, en werd De Jong op wachtgeld gesteld. De Algemene Doopsgezinde Sociëteit wilde zich daar niet bij neerleggen; zij stelde voor om een bijzondere leerstoel, om te beginnen voor De Jong, in te stellen waarbij de kosten deels door de sociëteit zouden worden gedragen en diens pensioen tot een volledig hoogleraarssalaris zou worden aangevuld. Per 30 juli 1993 werd hij vervolgens benoemd tot bijzonder hoogleraar godsdienstwijsbegeerte en wijsgerige ethiek in relatie tot de Doopsgezinde geloofs- en zedenleer, vanwege de sociëteit. Gedurende zijn gehele loopbaan bleef hij zich bezighouden met Heidegger, Martin Buber, Aristoteles en Emmanuel Levinas. Hij hield zich tevens bezig met de verhouding christendom-jodendom. Tot zijn promovendi behoorde Dirk Boer. Hij was tevens enige tijd faculteitsvoorzitter. In 1998 ging hij met emeritaat en hij hield zijn afscheidsrede op 18 maart 1999 onder de titel Perikelen in de ruimte tussen het goede en het zijn: over de verhouding van Levinas tot Heidegger. Bij zijn afscheid werd hem de bundel aangeboden met de titel De reikwijdte van het geduld. Wijsgerige en theologische opstellen.
Prof. dr. A.F. de Jong overleed in oktober 2018 op 85-jarige leeftijd. Hij was getrouwd met Bep de Jong-Bijlsma met wie hij enkele kinderen kreeg en wier moeder Bertha Hartog (1903-1976) sinds 1954 getrouwd was met prof. dr. Jacques Presser (1899-1970).